# Station Nord
Station Nord  er en militær station beliggende på Prinsesse Ingeborg Halvø i Kronprins Christian Land, i det nordøstlige Grønland på position 81°36' nord 16°40' vest. ICAO-kode: BGNO.
Station Nord er den nordligst beliggende, fast bemandede lokalitet i Grønland kun 924 km syd for den geografiske Nordpol og 1.700 kilometer nord for polarkredsen. Området er et kommunefrit område under Grønlands Nationalpark. Længere mod nord ligger kun de arktiske forskningsstationer Brønlundhus og Kap Harald Moltke ved Jørgen Brønlund Fjord i Pearyland. Stationen er en af fire permanente bosætninger i nationalparken, de andre er Mestersvig, Danmarkshavn og Daneborg.
Stationen virkede som nødflyveplads og vejrstation for amerikanske fly stationeret på Thule Air Base og senere for civile fly på polarruterne. Den daglige drift af stationen blev varetaget af Grønlands Tekniske Organisation (teletjenesten).
Station Nord blev nedlagt som civil station i 1972, men genopstod som militær station i 1975. I de mellemliggende år havde stationen henligget ubeboet.
Der er 35 bygninger og en 1.800 m lang landingsbane. Den daglige drift af stationen varetages af fem mand, Fupper, rekrutteret blandt forsvarets tre værn. Tjenesten på Station Nord er under normale omstændigheder på 26 måneder.
Stationen kan kun nås med fly, da isbarrierer blokerer søvejen. Kun ca. hvert femte år er der adgangsmulighed fra havet. 
Sirius-patruljen, der har hjemsted i Daneborg, anvender Station Nord til støtte under patruljering i Nordøstgrønland. 
Stationen anvendes desuden af forskere som indgangsportal til videnskabelige ekspeditioner i Nordøstgrønland.